# 西罗珠单抗
西罗珠单抗（INN：sibrotuzumab）是一种用于治疗癌症的人源化单克隆抗体。它与成纤维细胞激活蛋白结合。
2003年，它在转移性结直肠癌的II期临床试验中失败。